# Dalmau de Narbona
Dalmau de Narbona —Dalmatius— (? - Rius de Menerbés el 17 de gener de 1097) fou un bisbe occità membre de l'orde dels benedictins, i abat regular de Notre Dame d'Orbieu de Lagrasse; fou elegit com a arquebisbe de Narbona el setembre del 1081. El 1086 va presidir un concili celebrat a l'abadia de Sant Esteve de Banyoles al comtat de Besalú. Segons el testimoni dels papes Gregori VII i Urbà II, Dalmau era recomanable per la puresa dels seus desitjos i pel seu talent com a predicador.